# Религия австралийских аборигенов
Религия австралийских аборигенов — религия современных потомков коренного населения Австралии, сохраняющаяся главным образом на севере континента, в Арнемленде и в центральных областях, где аккультурация первобытных племен была сравнительно минимальной. Несмотря на территориальную удаленность друг от друга, у племён сохранилось много общих черт. Религию австралийских аборигенов следует отличать от австралийской мифологии, которая представляет собой единый комплекс современных верований и реконструированных учёными забытых и полузабытых мифологических представлений.

## Космогония
У аборигенов есть божество-демиург, которое,по их верованию, сотворило мироздание и удалилось на небо туда, где люди не могут его достать. Тем не менее, он или кто-то другой из небожителей покидает свою обитель для участия в тайных инициационных обрядах, к нему же взывают в своих молитвах верующие. Многие учёные (в частности, М. Элиаде) считают, что в повседневной жизни австралийцы обращаются не к небесному «бездеятельному» божеству (deus otiosus), а к культурному герою или существам, самозародившимся в период, называемый «временем сновидений» (альтьира, альчера). Эти существа тоже обитают на небесах и могут свободно перемещаться между небом и землёй, используя лестницу или дерево. Это демиурги «второго творения», сотворившие географический рельеф мира и населившие его. Сотворённый ими рельеф имеет сакральный смысл — по местоположению дерева или скалы человек может узнать о деяниях первосуществ, затем скрывшихся под землёй или на небе. По окончании творения эти существа позаботились забрать с собой лестницу, соединявшую небо и землю, чем окончательно закрепили разрыв между этими двумя онтологическими уровнями пространства. Затем сёстры Ваувалук получили сакральные знания, бывшие под запретом, от фаллического Большого Змея. Это было «третье творение» — создание культурного пространства мира.

## Обряды инициации
Абориген знакомится с сакральной историей мира во время обрядов инициации, а также ритуалов тайных культов кунапипи и джангавуль, когда неофитам передается в неизменном виде основная сумма религиозного учения. Эти обряды часто сопровождаются обрезанием крайней плоти или ритуальными надрезами на теле.
Обряды, оформляющие переход к половому созреванию у мальчиков, более сложны и болезненны, чем у девочек, у которых они приурочены к первым месячным. Обрезание не является обязательной процедурой, тем не менее мальчик должен пережить символическую смерть, сопровождаемую нанесением ритуальных ран, окроплением кровью и погружением в гипнотический сон, во время которого он должен как бы «вспомнить» происхождение мира.

## Инициация шамана
Аналогичная схема ритуальной смерти и рождения, только более отчётливо выраженная, присутствует в обряде инициации шамана. Претендента на эту должность «убивает» и «оперирует» сообщество мужчин-знахарей, которые «заменяют» ему естественные смертные внутренние органы на вечные органы из минералов. Во время этой «операции» душа неофита совершает паломничество на небеса и в нижний мир. Заново родившийся, обновлённый шаман обладает новыми, особыми способностями.
В большинстве представлений, связанных с инициацией, большую роль играет Радужный змей. Он обитает в прудах и источниках, охраняя находящиеся там кварцевые кристаллы, которые упали с небес в период «времени сновидений» и теперь служат для создания внутренних органов нового шамана. Поскольку путешествия с неба на землю совершаются по радуге, был наложен запрет на купание в водоёмах, над которыми стоит радуга, чтобы непосвящённые не могли завладеть магическими веществами. Во время обрядов, принятых в пустынях на западе континента, неофита убивает водяная змея Вонамби. В Квинсленде змей втыкает в тело неофита сук или обломок кости, который мужчины-знахари извлекут через несколько дней во время процедуры «реанимации» будущего шамана.

## Представления о смерти
Смерть рассматривается австралийцами как результат злого колдовства. Погребальный ритуал включает в себя покарание предполагаемого убийцы. Умерший, как и шаман, совершает путешествие на небо. Однако, в отличие от шамана, он больше никогда не сможет воспользоваться своим физическим телом.